# Charles Alexander Eastman
Charles Alexander Eastman (ur. 19 lutego 1858 w pobliżu Redwood Falls, w dzisiejszej Minnesocie, zm. 8 stycznia 1939 w Detroit), znany też pod imieniem Ohiyesa (w języku Siuksów – „Zwycięzca”) – Indianin wychowany w tradycyjnej grupie północnoamerykańskich Siuksów ze wschodniego odłamu Santee. Uczeń rządowych szkół z internatami, jeden z pierwszych dyplomowanych lekarzy medycyny tubylczego pochodzenia w USA, reformator, działacz społeczny i obrońca praw tubylczych Amerykanów. Jeden z pierwszych indiańskich pisarzy i publicystów w Ameryce Północnej, nauczyciel i wychowawca młodzieży, współtwórca światowego skautingu.

## Życiorys

### Młodość
Urodzony w pobliżu Redwood Falls w dzisiejszej Minnesocie, był synem Jacoba Eastmana (indiańskie imię ojca He-Wakandi-Ota znaczy „Dużo błyskawic”), potomka długiej linii wodzów Santee i Mary Nancy Eastman (indiańskie imię matki Wakantankanwin w języku Siuksów znaczy „Bogini"”). Jego matka była córką białego kapitana i malarza Setha Eastmana oraz Indianki z plemienia Siuksów Mdewakanton i zmarła przy porodzie.
W 1862 roku ojciec Ohiyesy wziął udział w powstaniu Santee Dakotów pod wodzą Taoyateduty (Małej Wrony), które wybuchło gdy Dakoci uznali, że USA nie wywiązują się ze swoich traktatowych zobowiązań. Ohiyesą opiekowała się wówczas jego babka Uncheeda. Jak później wspominał, to właśnie jej zawdzięczał większość swojej praktycznej wiedzy o życiu tradycyjnej społeczności tubylczej z pogranicza północnoamerykańskiej Krainy Lasów i Wielkich Równin, jak i o pierwotnych sposobach przetrwania w tipi na łonie natury.
Uwięziony za udział w powstaniu, ojciec Ohiyesy nawrócił się na chrześcijaństwo i w 1873 roku został ułaskawiony. Osiadł wówczas we Flandreau na Terytorium Dakoty, odnalazł syna w obozie Santee w południowej Manitobie i zabrał go ze sobą. Za namową ojca i przykładem starszego brata także Charles przyjął nową religię. He-Wakandi-Ota doradził mu, by podjął naukę w szkole misyjnej z internatem, ponieważ „książki są łukami i strzałami białych”. Eastman poszedł w ślady brata i uczył się najpierw w Santee w stanie Nebraska (1873), a potem w Beloit College w Wisconsin (1876). Będąc zdolnym uczniem, zdobywał kolejne stypendia na naukę – m.in. w prestiżowym Dartmouth College w Nowej Anglii – a w 1887 rozpoczął studia medyczne na Boston University. W 1890 został jednym z pierwszych w USA (obok Carlosa Montezumy) dyplomowanych lekarzy medycyny tubylczego pochodzenia i jako rządowy lekarz podjął pracę w zamieszkanym przez Siuksów rezerwacie Pine Ridge w Dakocie Pd. Tam uczestniczył m.in. w ratowaniu ofiar wojskowej masakry Siuksów z grupy wodza Big Foot (Wielkiej Stopy) nad strumieniem Wounded Knee 29 grudnia 1890. Tam też poznał swoją przyszłą żonę, przybyłą do kraju Siuksów z Nowej Anglii rządową inspektorkę oświaty Elaine Goodale.
Zdziwiony powszechnością fałszywych opinii i rasistowskich uprzedzeń wobec Indian, sam zaczął wygłaszać prelekcje o życiu Siuksów i pisywać artykuły dla prasy. „Moim głównym celem było nie tyle zabawianie, co odkrywanie przed Amerykanami prawdziwego charakteru Indian. Przypisywanie im barbarzyńskiej i okrutnej natury wywodzi się z okresu przejściowego, kiedy to silne trunki, ogromne pokusy i komercjalizm białego człowieka doprowadziły do głębokiej demoralizacji. Moja kampania miała na celu przekazanie informacji o Indianach i ich prawdziwym miejscu w amerykańskiej historii” – wspominał później w swojej autobiografii.

### U progu sławy
Masakra nad Wounded Knee, własna bezsilność wobec wszechwładnej roli armii i korupcja rządowego agenta do spraw Indian w Pine Ridge wstrząsnęły młodym indiańskim lekarzem, który – jak sam pisał – „nie tak dawno zawierzył chrześcijańskiej miłości i wzniosłym ideałom białego człowieka”. W 1893 wraz z rodziną opuścił rezerwat i spróbował prywatnej praktyki medycznej w Saint Paul w Minnesocie, by następnie przyjąć stanowisko inspektora do spraw Indian zaproponowane mu przez YMCA (Chrześcijańskie Stowarzyszenie Młodzieży Męskiej). Podróżując po rezerwatach, w ciągu czterech lat założył ok. 40 oddziałów tego stowarzyszenia. W latach 1894–1897 zabiegał w Waszyngtonie o wznowienie rządowej pomocy dla swojego plemienia, wstrzymanej w 1862 po powstaniu Siuksów w Minnesocie. Podejmował również kolejne próby pisarskie.
Zdobywanie pozycji w nowym dla niego świecie wymagało pokonania wielu trudności i rozczarowań. Eastman nie chciał jednak rezygnować z tej drogi, ponieważ wiedział, że każdy jego sukces może być wykorzystany jako argument w dyskusjach na temat możliwości Indian. W 1900, ubiegając się o kolejną posadę rządową, pisał tak: „Mogę nazwać siebie żywym zaprzeczeniem argumentów przeciw edukacji Indian. Bez podstawowego wykształcenia przeszedłem drogę od indiańskiego obozu do życia w college’u i powiodło mi się. I to w tym samym roku, w którym Sitting Bull (Siedzący Byk) unicestwił Custera” (25 czerwca 1876 w bitwie nad Little Big Horn w Montanie)”.
W kolejnych latach pracował m.in. jako rządowy lekarz w rezerwacie Siuksów Crow Creek (gdzie, starając się bronić Indian, ponownie popadł w konflikt z tamtejszym agentem rządowym) i jako nauczyciel w założonej przez generała Pratta szkole zawodowej dla Indian w Carlisle w stanie Pensylwania (w 1899). Od 1903, po przeniesieniu się z rodziną i szóstką dzieci do Amherst w stanie Massachusetts, skupił się na pisarstwie i współtworzeniu rodzącego się właśnie w USA ruchu skautów i skautek. W 1910 wraz z Ernestem Thompsonem Setonem z Woodcraft Indians (Indianie Puszczańscy) i Danielem Carterem Beardem z Sons of Daniel Boone był współtwórcą Boy Scouts of America (Amerykańscy Harcerze). Na zlecenie rządu weryfikował też indiańskie imiona i opracowywał spisy nowych angielskojęzycznych nazwisk Siuksów.

### Działalność w wieku dojrzałym
Porządkowanie indiańskich nazwisk oraz kwestii własnościowych i dziedziczenia ziemi przez Indian zakończył w 1909. Był już wówczas znanym adwokatem praw Indian, popularnym pisarzem oraz autorem odczytów o tradycyjnej kulturze, historii i religii Siuksów. Tej działalności społecznej i popularyzatorskiej poświęcił się w kolejnych latach. Jak sam wówczas pisał, chciał zabiegać o tworzenie przez państwo takich warunków, by „młodzi Indianie przygotowali się do podejmowania decyzji na własnej ziemi, zanim będzie za późno” (co wielu mu współczesnych uważało za pogląd zbyt radykalny i nieodpowiedzialny). Wielokrotnie uczestniczył m.in. w Konferencjach Przyjaciół Indian nad jeziorem Mohonk w stanie Nowy Jork i korespondował z licznymi zwolennikami reform w polityce rządu federalnego w stosunku do Indian. Od 1910 wyszukiwał też w rezerwatach dzieła indiańskiego rzemiosła i kupował je dla amerykańskich muzeów.
Podobnie jak większość ówczesnych reformatorów (zarówno białych jak i nielicznych wykształconych Indian) opowiadał się za szybkim włączeniem Indian w główny nurt amerykańskiego społeczeństwa. Szansy na przetrwanie Indian upatrywał w ich edukacji i podziale stanowiącej dotąd wspólną własność plemienną indiańskiej ziemi na indywidualne działki (na mocy tzw. ustawy Dawesa z 1887). Miało to umożliwić Siuksom i innym plemionom Wielkich Równin odejście od skazanego na zagładę tradycyjnego sposobu życia wędrownych myśliwych, zajęcie się rolnictwem oraz drobnym rzemiosłem i szybką asymilację. Katastrofalne skutki tej polityki dla tradycyjnych form życia społecznego i gospodarowania Indian zaczął rozumieć dopiero pod koniec życia, gdy baza terytorialna plemion i ich zasoby skurczyły się wielokrotnie. Jednocześnie zbliżenie ras i integracja Indian w kapitalistycznym społeczeństwie nie postępowały zgodnie z oczekiwaniami Eastmana i innych reformatorów.
W 1911 został współzałożycielem i przewodniczącym Towarzystwa Amerykańskich Indian (Society of American Indians) – pierwszej panindiańskiej organizacji w USA, która zrzeszała tubylczych społeczników i reformatorów. Preambuła Towarzystwa, opracowana przy współudziale Eastmana, głosiła m.in. „Nadszedł czas, kiedy rasa Indian amerykańskich powinna wywrzeć szerszy i bardziej jednolity wpływ na resztę obywateli Stanów Zjednoczonych, w zgodzie z postępem i reformą dla dobra rasy Indian w szczególności i ludzkości w ogóle”. Należeli do niego tak znani wówczas Amerykanie indiańskiego pochodzenia, jak: Sherman Coolidge, Charles E. Dagenett, Angel DeCora, John Milton Oskison, Carlos Montezuma, Arthur C. Parker, Henry Red Cloud, Thomas L. Sloan, czy Gertrude Simmons Bonnin (Zitkala Sa).
Z dokumentów wynika, że Towarzystwo liczyło się ze zdaniem Eastmana w takich kontrowersyjnych wówczas sprawach, jak stosunek do polityki Biura do Spraw Indian (Bureau of Indian Affairs), prawo Indian do obrzędowego używania pejotlu czy ich stosunek do udziału w I wojnie światowej. Choć samo Towarzystwo upadło pod koniec lat 20. XX w., to jego doświadczenia, w tym dorobek Eastmana, wykorzystała powstała w 1944 największa współczesna panindiańska organizacja tubylczych Amerykanów – Krajowy Kongres Indian Amerykańskich (National Congress of American Indians).
W 1911 Eastman reprezentował Indian Ameryki Północnej na I Powszechnym Kongresie Ras w Londynie, a w 1923 przewodniczył delegacji, która przyjmowała w USA premiera Wielkiej Brytanii Davida Lloyda George’a. Jedno z jego największych życiowych marzeń spełniło się w 1924, gdy wszyscy Indianie żyjący w granicach USA – w uznaniu ich zasług dla kraju podczas I wojny światowej – otrzymali ostatecznie prawa obywatelskie. „My Indianie nie prosimy o nic niezwykłego, tylko o wolność i prawa, o które walczył twój syn i mój” pisał wówczas, zabiegając nie tylko o formalną, ale i o faktyczną równość Indian i reszty społeczeństwa wobec prawa. Wchodził też w skład tzw. Doradczego Komitetu Stu, który pomógł w przygotowaniu późniejszego tzw. Raportu Meriama (1928) o krytycznym stanie oświaty Indian oraz w opracowaniu polityki „indiańskiego nowego ładu”, zapoczątkowanej nowatorską ustawą o reorganizacji Indian (IRA, 1934) za czasów prezydenta Theodore Roosevelta i komisarza do spraw Indian Johna Colliera.

### Odczyty i publikacje
Wykorzystując osobiste wspomnienia z dzieciństwa, doświadczenia z pracy i podróży do wielu indiańskich rezerwatów oraz rozmowy ze współczesnymi mu wodzami Indian, Eastman z powodzeniem występował w wielu znanych wówczas klubach i uczelniach USA i Wielkiej Brytanii oraz publikował swe wspomnienia i opinie na łamach prasy. Pierwsze wspomnienia z myślą o swoich dzieciach zaczął spisywać jeszcze w St. Paul, a żona Elaine zasugerowała mu ich opublikowanie i pomagała później w ich redagowaniu. Jednak największe uznanie i pamięć potomnych przyniosły mu jego książki.
Jego najpopularniejsze dzieła to niewątpliwie dwie części autobiografii Indian Boyhood i From the Deep Woods to Civilisation (obie wydane m.in. po polsku). Opublikował też opowieści o Indianach i ich związkach z przyrodą, zbiór biografii znanych mu osobiście wielkich wodzów Indian, książkę o tubylczej filozofii i indiańskim postrzeganiu religii, a także podręcznik dla rodzącego się właśnie – i chętnie korzystającego z indiańskich umiejętności – amerykańskiego ruchu skautów. Organizując (od 1915) w swej posiadłości w Camp Oahe w New Hampshire letnie „obozy indiańskie” dla młodzieży, pisał: „Będziemy naśladować Indian, bo są to jedyni znani mi ludzie, którzy przyjmują elementy natury jako lekcje same w sobie, bezpośrednio od Wielkiego Dawcy Życia. Zaufajmy naszemu otoczeniu, bo prawa przyrody są z pewnością sprawiedliwe, a zwierzęta prawie zawsze szanują człowieka, jeśli nie staje się agresorem”.
Chociaż opowiadał się za reformami i w zbliżeniu do głównego nurtu amerykańskiego społeczeństwa upatrywał szansy dla przyszłych pokoleń Indian, to z dumą i odrobiną nostalgii za – idealizowanym z upływem czasu – prostym i pięknym „dzikim życiem” dawnych Indian, opowiadał o tradycjach i obyczajach swego ludu. Na odczytach i ekskluzywnych przyjęciach (np. z okazji 70. urodzin Marka Twaina) pojawiał się – i zdaniem współczesnych wyglądał równie dystyngowanie – albo w eleganckim fraku, albo w tradycyjnym stroju i pióropuszu Siuksów. Także w swoim życiu duchowym starał się łączyć elementy chrześcijaństwa i tradycyjnych wierzeń Santee. Uważał zarazem, że „religia Indian jest ostatnią rzeczą, którą biały człowiek byłby w stanie pojąć”.
Od formalnych odczytów wolał bliższe tradycjom swych indiańskich przodków improwizowane wykłady i barwne opowieści, w których często sięgał do własnych wspomnień z młodości. Usiłując prostować fałszywe negatywne stereotypy o “dzikości” tubylczych plemion, podkreślał wrodzone jego zdaniem zalety charakteru oraz rozmaite osiągnięcia Indian. Dowodził ich “nieugiętego męstwa i stoickiej rezygnacji” w obliczu gwałtownych i nieuchronnych zmian w starciu z cywilizacją białego człowieka. Przyznawał, iż Indianie bywają “mało zapobiegliwi i beztroscy, szczerzy, uparci, silni duchem”, ubolewając zarazem nad ich moralnym, gospodarczym i społecznym upadkiem w pozostawionych im skrawkach rezerwatów, gdzie “woda ognista sprawia, że człowiek zapomina o szacunku dla samego siebie”.

### U kresu życia
Jego późniejsze prace dotyczą m.in. relacji między dwiema kulturami. Eastman ubolewa w nich nad zgubnymi skutkami kontaktów Indian z alkoholem i bronią palną, nad bezmyślnym wytępieniem bizonów, łamaniem traktatów zawieranych z indiańskimi narodami i nieznanym wcześniej tubylcom okrucieństwem w prowadzeniu wojen. Chociaż krytycznie odnosił się do działalności Biura do spraw Indian (a nawet samego istnienia tej federalnej agencji), to jego kandydaturę rozważano jako potencjalnego Komisarza do spraw Indian.
W latach 1923–1925, za prezydentury Calvina Coolidge’a, Eastman pełnił funkcję rządowego inspektora do spraw Indian. Jednym z jego ostatnich ważnych osiągnięć było ustalenie w 1920 spornej do tej pory daty oraz miejsca pochówku indiańskiej przewodniczki wyprawy badawczej Lewisa i Clarka (1806). Legendarna w USA Sacajawea (Sakakawea) miała być bohaterką kolejnej jego książki, ale nie udało mu się jej ukończyć, podobnie jak książki o wodzu Pontiaku i genealogii własnej rodziny. Serię artykułów o tej popularnej w USA Indiance opublikowała natomiast w 1949 żona Eastmana, która, mimo separacji z mężem w 1921, odziedziczyła większość jego notatek.
Ostatni okres życia Eastmana jest stosunkowo słabo udokumentowany. Choć nadal ufał w przyszłość cywilizacji, stracił część ze swej wcześniejszej wiary w jej możliwości. Coraz częściej zaszywał się samotnie w lasach z czasów młodości. Po kolejnym powrocie z Anglii w 1928 osiadł w niewielkim domu zbudowanym samodzielnie w pobliżu Desbaratas, nad północnym brzegiem jeziora Huron w kanadyjskiej prowincji Ontario. Rozczarowany ludzką niedoskonałością, odnajdywał tam wewnętrzną równowagę, spokój i bliskość natury. Nadal próbował pisać i mimo starszego już wieku oraz słabnącego zdrowia, z upodobaniem oddawał się polowaniu, łowieniu ryb i pływaniu. Podczas Wystawy Światowej w Chicago w 1933 otrzymał pierwszy Medal za Osiągnięcia Indian (Indian Achievement Medal). Zimą chętnie odwiedzał syna mieszkającego w Detroit. Tam zmarł na serce w styczniu 1939 i tam też został pochowany. Rok później obok spoczął jego jedyny syn, Ohiyesa II.

## Znaczenie
Jak napisał we wstępie do autobiografii Eastmana Marek Nowocień

Publiczne wystąpienia, liczne publikacje w prasie oraz książki Charlesa Alexandra Eastmana przed stu laty ukazały po raz pierwszy tradycyjną tubylczą kulturę szerokim rzeszom nieindiańskich czytelników, skłaniając także kolejnych tubylców do spisywania i publikowania swoich wspomnień. Jego działalność odegrała kluczową rolę w zasypywaniu przepaści wrogości i niezrozumienia między rasami i budowaniu społecznej atmosfery sprzyjającej rozwiązywaniu problemów Indian. Krytykując ogólną politykę i konkretne – błędne jego zdaniem – działania urzędników, Eastman przedstawiał też propozycje innych rozwiązań. Niektóre z nich sprawdziły się w praktyce, choć czasem dopiero po wielu latach, inne nie znalazły uznania u współczesnych Eastmanowi decydentów, przekonanych wtedy, że tylko szybka asymilacja może ocalić amerykańskich tubylców, a zatem 'trzeba poświęcić Indianina, by ocalić człowieka'. [...] Choć może nie był wielkim wizjonerem i w większości spraw pozostawał człowiekiem zależnym od ograniczeń swoich czasów, to jednak jego droga – jak sam najlepiej ją określił 'z głębokich lasów do cywilizacji' – była drogą pionierską, pełną wyzwań i rozczarowań, ale także sukcesów i niezachwianej wiary, że 'nawet w najgłębszej puszczy słońce Boga przebija się i staje przed moimi ludźmi jako adwokat cywilizacji'. Co najważniejsze, była to droga, na której mogły naśladować go – i naśladowały – kolejne pokolenia młodych Indian, z dumą spoglądających w przeszłość przed śmiałym ruszeniem ku przyszłości.

## Dzieła Eastmana
- Charles A. Eastman: Indian Boyhood. 1902. Brak numerów stron w książce
- Charles A. Eastman: Przygody chłopca z plemienia Siouxów. Warszawa: Instytut wydawniczy „ZDRÓJ”. Brak numerów stron w książce
- Charles A. Eastman: Red Hunters And the Animal People. 1904. Brak numerów stron w książce
- Charles A. Eastman: Wigwam Evenings: Sioux Folk Tales Retold. 1909. Brak numerów stron w książce
- Charles A. Eastman, Elaine Eastman: Smoky Day's Indian Evenings. 1910. Brak numerów stron w książce
- Charles A. Eastman: The Soul of the Indian. 1911. Brak numerów stron w książce
- Charles A. Eastman: Indian Child Life. 1913. Brak numerów stron w książce
- Charles A. Eastman: Indian Scout Talks: A Guide for Scout Boys and Campfire Girls. 1914. Brak numerów stron w książce
- Charles A. Eastman: From the Deep Woods to Civilisation: Chapters in the Autobiography of an Indian. 1916. Brak numerów stron w książce
- Charles A. Eastman: Indian Heroes and Great Chieftains. 1918. Brak numerów stron w książce
- Charles A. Eastman: Moje indiańskie dzieciństwo. Poznań: Wyd. Akcydens – TIPI, 1999. ISBN 83-85320-14-8. Brak numerów stron w książce (wznowiona w 2008).
- Charles A. Eastman: Z lasu do cywilizacji. Autobiografia Indianina. Wielichowo: TIPI, 2005. ISBN 83-919264-1-9. Brak numerów stron w książce
- Charles A. Eastman: Abecadło zwiadowcy indiańskiego.. Katowice: Biblioteczka Walden, 1998. Brak numerów stron w książce

## Biografie
- Marion Copeland: Charles Alexander Eastman (Ohiyesa). Boise State University, 1978. Brak numerów stron w książce
- Kay Grabr: Sister to the Sioux: The Memoirs of Elaine Goodale Eastman, 1885-91. University of Nebraska Press, 1978. Brak numerów stron w książce
- Wilson Raymond: Ohiyesa: Charles Alexander Eastman, Santee Sioux. 1983. Brak numerów stron w książce